# Itumirim
Itumirim is een gemeente in de Braziliaanse deelstaat Minas Gerais. De gemeente telt 6.667 inwoners (schatting 2009).

## Aangrenzende gemeenten
De gemeente grenst aan Ibituruna, Ijaci, Ingaí, Itutinga en Lavras.